# Stephen Parry (nuotatore)
Stephen Parry (Liverpool, 2 marzo 1977) è un ex nuotatore britannico.
Specializzato nella farfalla, ha partecipato a due edizioni olimpiche: Sydney 2000 e Atene 2004, vincendo in quest'ultima edizione una medaglia di bronzo nei 200 m farfalla. Si è ritirato dall'attività agonistica nel 2005.

## Palmarès
- Olimpiadi

Atene 2004: bronzo nei 200m farfalla.
- Europei

Siviglia 1997: bronzo nei 200m farfalla.
- Europei in vasca corta

Valencia 2000: bronzo nei 200m farfalla e nella 4x50m sl.
Riesa 2002: oro nei 200m farfalla e argento nei 200m dorso.
Dublino 2003: argento nei 200m farfalla.
- Giochi del Commonwealth

Kuala Lumpur 1998: bronzo nei 200m sl.
Manchester 2002: argento nei 200m farfalla e bronzo nella 4x200m sl.